# Talang 2020
Den tionde säsongen av underhållningsprogrammet Talang sändes på TV4 från och med den 10 januari, 2020. Programledare var Pär Lernström tillsammans med Samir Badran och jury var Alexander Bard, David Batra, Bianca Ingrosso och LaGaylia Frazier, precis som föregående säsong. Vinnare blev Lizette Olausson och hunden Lotus.

## Final
Finalen sändes live den 13 mars 2020. På grund av spridningen av Coronaviruset beslutade TV4 att inte ha publik under sändningen.
Samma dag som finalen, och med tanke på viruset, meddelade Samir Badran att han inte skulle medverka då han var förkyld. Ersättare blev Malin Stenbäck.
Resultat
| Nr | Finalist          | Beskrivning av framträdande                                                            | Resultat |
| -- | ----------------- | -------------------------------------------------------------------------------------- | -------- |
| 1  | Alexander         | Minnesmästare, räknade upp 300 decimaler i π.                                          | Topp tre |
| 2  | Emelie & Royer    | Rullskridskoakrobater, utförde akrobatikkonster snurrande på rullskridskor.            |          |
| 3  | Margaux Flavet    | Sångerska, framförde musikallåten Feeling Good.                                        |          |
| 4  | Flying Family     | Akrobater, framförde ett rymdinspirerat akrobatiknummer.                               |          |
| 5  | Lizette och Lotus | Hundfreestylers, framförde del tre i en serie hunduppträdanden de haft under säsongen. | Vinnare  |
| 6  | Charlie           | Sångerska, framförde Jessie Js låt Who You Are.                                        |          |
| 7  | Rune Carlsen      | Trollkonstnär, utförde magitrick med Rubiks kub.                                       |          |
| 8  | Royals            | Dansgrupp, framförde ett dansnummer till låten Warriors.                               |          |
| 9  | Maja Jakobsson    | Sångerska, framförde Andra Days låt Rise Up.                                           | Topp tre |